# Supernova 2020
La sesta edizione di Supernova si è tenuta l'8 febbraio 2020 e ha selezionato il rappresentante della Lettonia all'Eurovision Song Contest 2020 di Rotterdam.
La competizione è stata vinta da Samanta Tīna con Still Breathing.

## Organizzazione
La sesta edizione di Supernova è stata organizzata, come le precedenti, dall'emittente televisiva lettone Latvijas Televīzija (LTV). A differenza delle edizioni precedenti, questa edizione si è articolata in una sola serata finale tenuta presso la sede di LTV nella capitale lettone, preceduta da una sessione di audizioni dal vivo tenutasi presso gli studi cinematografici di Riga.
Autori e cantautori hanno potuto inviare all'emittente i propri brani tra il 10 ottobre e il 20 novembre 2019. Una giuria di 18 membri ha selezionato tra i 126 aspiranti i 28 partecipanti alle audizioni, successivamente scremati a 9. Per la prima volta nella storia di Supernova, il vincitore è stato scelto esclusivamente dal pubblico tramite televoto, voto via SMS e voto online, senza l'impiego di giurie.

### Giuria
La giuria per la selezione nazionale è stata composta da:
- Agnese Cimuška – Società di sviluppo musicale
- Aiga Leitholde – Critico musicale
- Liena Grīna – Latvijas Izpildītāju un producentu apvienība
- Sabīne Brice – Universal Music Latvia
- Ilze Jansone – Produttore di Supernova
- Inese Saulāja – Warner Music Latvia
- Kaspars Zaviļeiskis – Giornalista musicale
- Jānis Žilde – Musicista e presentatore di TVnet Kultura+
- Kaspars Mauriņš – Latvijas Radio 2

- Rūdolfs Švēde – Radio Tev
- Emīls Kazakovs – Kurzemes Radio
- Toms Grēviņš – Pieci.lv
- Artis Dvarionas – Radio SWH
- Aleksis Vilciņš – Pieci.lv
- Edgars Bāliņš – Wiwibloggs
- Petri Mannonen – Universal Music Finland and the Baltics
- Martti Vuorinen – Universal Music A&R
- Pēteris Krievkalns – Direttore creativo di Supernova

## Partecipanti
La lista dei partecipanti è stata annunciata il 9 gennaio 2020. In grassetto gli artisti che hanno avuto accesso alla finale.
| Artista                      | Brano                      | Lingua           | Compositori |
| ---------------------------- | -------------------------- | ---------------- | --- |
| Aivo Oskis                   | Dive Deep                  | Inglese          | Aivis Ošķis, Bruce Mendes, Ruslans Kuksinovičs                                                                     |
| Alekss Silvērs               | Again                      | Inglese          | Alekss Silvērs, Andis Ansons, Uku Moldau                                                                           |
| Alise Haijima                | Me Me Song                 | Inglese          | Lotars Lodziņš, Jānis Kalve, Artūrs Palkevičs, Valdis Čirksts                                                      |
| Annemarija Moiseja           | Undo                       | Inglese          | Mārtiņš Gailītis, Jans Vavra, Annemarija Moiseja, Reinis Straume                                                   |
| Annna                        | Polyester                  | Inglese          | Anna Madara Pērkone                                                                                                |
| Antra Stafecka & Atis Ieviņš | Coming Over                | Inglese          | Atis Ieviņš, Jānis Čubars                                                                                          |
| Audiokvartāls                | Connection                 | Inglese          | Ivars Ozoliņš, Arnis Ozoliņš, Juris Ludženieks, Ludvigs Lielauss, Mārtiņš Gailītis, Valters Mirkšs, Reinis Straume |
| Bad Habits                   | Sail with You              | Inglese          | Mārtiņš Balodis, Kristaps Grīnbergs, Normans Bārbals, Jānis Līde                                                   |
| Driksna                      | Stay                       | Inglese          | Jānis Driksna, Aidan O'Connor                                                                                      |
| Edgars Kreilis               | Tridymite                  | Inglese          | Edgars Kreilis, Ingars Viļums                                                                                      |
| Elizabete Gaile              | For You                    | Inglese          | Elizabete Gaile, Edijs Ostapko, Jūlijs Melngailis                                                                  |
| Katrīna Bindere              | I Will Break Your Heart    | Inglese          | Katrīna Anete Bindere-Čodere, Jānis Driksna, Niklāvs Sekačs                                                        |
| Katrīna Dimanta              | Heart Beats                | Inglese          | Katrīna Dimanta, Herberts Blumbergs, Andis Ansons, Jānis Bērziņš                                                   |
| Laika Upe                    | All My Roads               | Inglese          | Reinis Straume, Kaspars Ansons, Guntis Nurža, Atis Čamanis, Reinis Petrovičs, Jānis Pastars, Edgars Ansons-Tomsons |
| Līva                         | Not That Important to You  | Inglese          | Līva Komarovska, Kaspars Ansons, Uku Moldau                                                                        |
| Madara                       | Māras zeme                 | Lettone, inglese | Madara Fogelmane                                                                                                   |
| Maia                         | Make It Real               | Inglese          | Maija Aukšmuksta, Reinis Ašmanis                                                                                   |
| Markus Riva                  | Impossible                 | Inglese          | Markus Riva, Aminata Savadogo                                                                                      |
| Miks Dukurs                  | I'm Falling for You        | Inglese          | Miks Dukurs |
| Rūta Ķergalve                | Izgaismots                 | Lettone          | Rūta Ķergalve |
| Sabīne Blūma Blūmane         | Beauty Will Save the World | Inglese          | Gaitis Lazdāns, Diāna Žukova                                                                                       |
| Samanta Tīna                 | Still Breathing            | Inglese          | Samanta Tīna, Aminata Savadogo                                                                                     |
| Seleste                      | Like Me                    | Inglese          | Reinis Briģis, Seleste Solovjova-Vlasova                                                                           |
| Shanti                       | Voices in My Mind          | Inglese          | Liene Matveja, Santa Dzalbe, Linda Ozola                                                                           |
| Signe & Jānis                | Inner Light                | Inglese          | Jānis Aizupietis, Signe Aizupiete, Asnāte Tarvide                                                                  |
| Toms Kalderauskis            | Be My Truth                | Inglese          | Liene Atvara, Toms Kalderauskis, Roberts Memmēns                                                                   |

## Finale
La finale si è tenuta l'8 febbraio 2020 presso gli studi di LTV. La vincitrice, scelta unicamente tramite televoto e voto online del pubblico, è stata Samanta Tīna con Still Breathing, a capo di un podio tutto al femminile.
| # | Artista         | Brano                  | Punteggio | Punteggio | Punteggio | Posizione |
| # | Artista         | Brano                  | Internet  | Televoto  | Media     | Posizione |
| - | --------------- | ---------------------- | --------- | --------- | --------- | --------- |
| 1 | Seleste         | Like Me                | 2,43%     | 3,31%     | 2,82%     | 6         |
| 2 | Driksna         | Stay                   | 1,04%     | 1,90%     | 1,42%     | 9         |
| 3 | Katrīna Bindere | I Will Break You Heart | 1,22%     | 1,89%     | 1,52%     | 8         |
| 4 | Edgars Kreilis  | Tridymite              | 2,74%     | 2,11%     | 2,46%     | 7         |
| 5 | Katrīna Dimanta | Heart Beats            | 22,63%    | 34,98%    | 28,12%    | 2         |
| 6 | Miks Dukurs     | I'm Falling For You    | 7,69%     | 6,93%     | 7,35%     | 4         |
| 7 | Annna           | Polyester              | 19,22%    | 13,84%    | 16,83%    | 3         |
| 8 | Bad Habits      | Sail with You          | 3,79%     | 4,40%     | 4,06%     | 5         |
| 9 | Samanta Tīna    | Still Breathing        | 39,24%    | 30,63%    | 35,42%    | 1         |